# Schweizerische Numismatische Rundschau
Die Schweizerische Numismatische Rundschau ist eine jährlich erscheinende Zeitschrift für Numismatik, die von der Schweizerischen Numismatischen Gesellschaft seit 1891 in Genf, in neuerer Zeit in Bern herausgegeben wird.